# Easy Virtue – Eine unmoralische Ehefrau
Easy Virtue ist eine britische gesellschaftssatirische Filmkomödie aus dem Jahr 2008. Regie führte Stephan Elliott, der gemeinsam mit Sheridan Jobbins das Drehbuch anhand eines Theaterstücks von Noël Coward schrieb. Dabei weicht das Skript stark von der literarischen Vorlage und auch von der Erstverfilmung durch Alfred Hitchcock ab. Anders als Theaterstück und Stummfilm hat diese Verfilmung ein, wenn auch offenes, Happy End.

## Handlung
Die Amerikanerin Larita Huntington lernt beim Großen Preis von Monaco in Monte Carlo 1930 den jungen Engländer John Whittaker kennen und heiratet ihn. Larita ist kapriziös, schick und nach der neuesten Mode gekleidet; sie trinkt Alkohol, raucht und nimmt kein Blatt vor den Mund, während John schüchtern und unerfahren ist. Gemeinsam reist das Paar nach England, wo Larita der Familie vorgestellt werden soll.
Die Whittakers gehören zur Gentry und führen das Leben des englischen Landadels mit Fuchsjagden, Wohltätigkeitsveranstaltungen und gegenseitigen Einladungen. Johns Mutter Veronica Whittaker steht der selbstbewussten Schwiegertochter von Beginn an ablehnend gegenüber, zumal deren finanzielle Ressourcen nicht ausreichen, um den überschuldeten Besitz der Whittakers zu retten. Als Ehefrau für John hatte sie die Tochter des reichen Lord Hurst vorgesehen. Die beiden Schwestern Hilda und Marion schwanken zwischen Bewunderung und Neid. Marion ist in Illusionen über die Rückkehr eines Liebhabers befangen, der sich ohne weiteren Kommentar abgesetzt hat, während Hilda hoffnungslos in den Sohn des reichen Nachbarn der Whittakers, Lord Hurst, verliebt ist. Unterstützung und Verständnis erhält Larita von ihrem Schwiegervater Captain Jim Whittaker, einem zynischen und verbitterten Veteranen des Ersten Weltkriegs, und sie kann sich der Sympathien des Butlers Furber und des Dienstpersonals sicher sein.

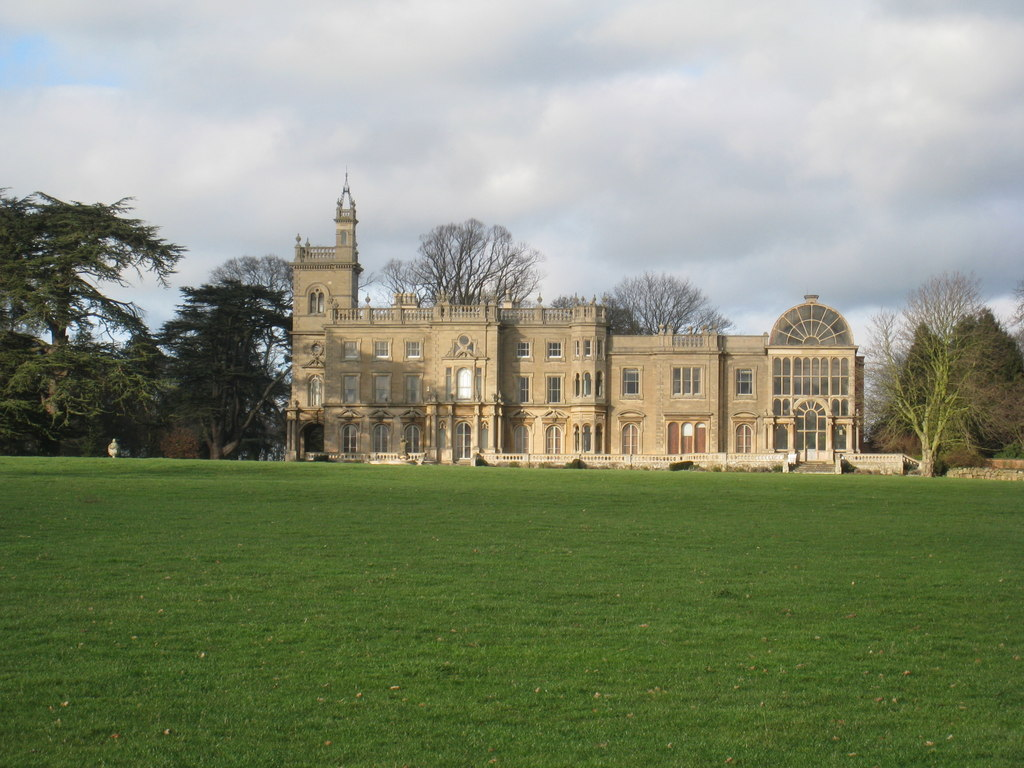
Der Landsitz der Whittakers (Flintham Hall)

Je länger John auf dem heimatlichen Landsitz lebt, umso problematischer wird sein Larita gegebenes Versprechen, in Zukunft in London zu leben. In langen Gesprächen, bei denen Mrs. Whittaker an seine Verantwortung der Familie gegenüber appelliert, kommen sich Mutter und Sohn wieder näher.
Larita verbringt mehr Zeit bei ihrem Schwiegervater in dessen Werkstatt, wo er an Motorrädern herumschraubt. Der Captain, der im Ersten Weltkrieg in Frankreich war, spricht gerne mit seiner Schwiegertochter, in der er eine gleichrangige Gesprächspartnerin findet. Larita erzählt ihm von ihrer Kindheit in Detroit, wo ihr Vater als Mechaniker bei den Ford-Werken arbeitete und wo ihre Leidenschaft für Autos begann. Sie erzählt Jim Whittaker, dass sie mittellos ist. Ihr Kapital ist der Rennwagen, mit dem sie Geld verdient, und ein Ölgemälde, das ein gewisser Spanier, es ist wohl Picasso, obwohl der Name nicht fällt, von ihr gemalt hat. Dieses Bild wird zum Symbol im Kampf der beiden Frauen um John. Larita setzt zwar durch, dass das anstößige Bild im Haus aufgehängt wird, muss aber zum Ausgleich als Reiterin an der Fuchsjagd teilnehmen, die sie vehement ablehnt. Larita steigt dann zwar in den Sattel, allerdings des Motorrads, das sie und Mr. Whittaker inzwischen repariert haben.
Der Kleinkrieg der beiden Frauen geht weiter. Mrs. Whittaker verteilt überall im Haus Blumensträuße, weil sie weiß, dass Larita auf Blumen mit allergischem Niesen reagiert. Während einer Wohltätigkeitsshow zugunsten von Kriegsveteranen sollen Larita und Schwägerin Hilda einen Cancan vorführen. Philip Hurst, den Hilda hoffnungslos anhimmelt, macht ihr weis, ein echter Cancan müsse ohne Unterhosen getanzt werden, was die naive Hilda in die Tat umsetzt. Verantwortlich gemacht für Hildas Blamage wird aber Larita.
Larita und John, die keine Privatheit mehr kennen, sondern immer unter den wachsamen Augen der ganzen Familie leben, ziehen sich in ein abgelegenes Jagdhaus zu einem Schäferstündchen zurück. Mitten im Liebesakt werden sie von der Hundemeute einer Jagdgesellschaft, zu der auch Lord Hurst und Mrs. Whittaker gehören, in flagranti ertappt. Die Lage spitzt sich immer mehr zu, Larita wird wie eine Außenseiterin geschnitten und erhält wenig Unterstützung von ihrem Mann.
Inzwischen erfährt Larita von einem Familienskandal bei den Whittakers: Der Captain war nach Kriegsende über ein Jahr nicht nach Hause gekommen und hatte eine Zeit lang als Alkoholiker in einem französischen Bordell gelebt. Mrs. Whittaker hatte ihn peinlicherweise selbst dort herausgeholt, der Nachbarschaft wird aber erzählt, er sei aus eigenem Antrieb zu seiner Frau zurückgekommen. Seither ist die Ehe nur noch eine Farce.
Auf einem Empfang ihr zu Ehren lernt Larita die Hursts und deren Tochter Sarah kennen. Sarah war die Jugendfreundin von John, und Mrs. Whittaker hatte sich Hoffnungen gemacht, durch eine Heirat das finanziell angeschlagene Familienlandgut vor dem Ruin retten zu können. Sarah zeigt keine Abneigung gegen Larita und umgekehrt, die beiden Frauen freunden sich an. Mrs. Whittaker erzählt John in einem Gespräch unter vier Augen von ihren ursprünglichen Hochzeitsplänen für ihn und den wirtschaftlichen Problemen; sie appelliert an das Verantwortungsbewusstsein ihres Sohnes und rät ihm durch die Blume, sich wieder scheiden zu lassen. John wird nachdenklich und sucht die Nähe und das Gespräch mit Sarah.
Inzwischen haben die Schwägerinnen in Laritas Vergangenheit gewühlt und herausgefunden, dass diese schon einmal verheiratet war: Ihr Mann war erheblich älter und starb unter mysteriösen Umständen nach einer schweren Krankheit. Larita stand wegen Mordes an ihrem Ehemann vor Gericht, wurde aber freigesprochen. Später gibt sie zu, ihrem Mann, den sie sehr geliebt habe, auf dessen Wunsch hin mit einer Spritze Sterbehilfe geleistet zu haben. John, der vom Vorleben seiner Frau nichts wusste, ist entsetzt und wendet sich enttäuscht von Larita ab. Als Larita ihn bei einem Hausball auf dem Landsitz zum Tanz auffordert, weigert er sich und geht fort. Stattdessen springt der Schwiegervater ein und legt mit Larita einen provozierend langen und erotisch aufgeladenen Tango aufs Parkett. Die Ballgesellschaft reagiert mit eisiger Ablehnung.
Mrs. Whittaker droht Larita, sie aus dem Haus zu werfen, doch diese hat nun selber genug und packt ihre Koffer, um ohne John nach London aufzubrechen. Zuvor sagt sie Sarah, sie solle John heiraten. In einer Schlussansprache rechnet sie mit der Schwiegermutter und den Schwägerinnen und deren aus ihrer Sicht verlogener Doppelmoral ab. Bevor sie in ihr Rennauto steigt, übergibt sie dem Butler Furber (mit der Bemerkung „für Jackson ist auch was drin“) einen Umschlag mit Geld. Da stürmt plötzlich der Captain aus dem Haus, springt in den offenen Wagen und lässt sich neben ihr auf den Sitz fallen; Larita zeigt dabei keinerlei Regung. Der Captain bittet sie loszufahren und gibt Furber noch schnell die Anweisung, das Gemälde nach London nachzuschicken, sobald die Adresse bekannt ist. Larita startet den Wagen und fährt mit ihrem Schwiegervater davon.

## Kritiken
Das Wiesbadener Tagblatt nennt den Film „ironisch und scharfzüngig“. Weiter: „Die peppigen Dialoge sind witzig, geistreich und unverschämt, die Einfälle oft schräg und bizarr, passen aber exzellent zu Larita.“
Von der deutschen Fachkritik wurde der Film unterschiedlich aufgenommen. So trauert die Kritikerin der Welt dem Stummfilm Easy Virtue von Alfred Hitchcock aus dem Jahr 1928 nach, während Till Kadritzke von critic.de meint, dass „die betont filmische Umsetzung letztlich den Ensemblecharakter des Theaterstücks“ unterwandere.

## Hintergründe
Der Film wurde von Januar bis März 2008 in den Londoner Ealing Studios sowie auf den britischen Landsitzen Wimpole Hall in Cambridgeshire, Englefield House in Berkshire und Flintham Hall in Nottinghamshire gedreht.
Die Weltpremiere fand am 8. September 2008 auf dem Toronto International Film Festival statt. Am 24. Juni 2010 kam der Film in die deutschen Kinos. Der Soundtrack umfasst viel Original-Musik der 1920er/1930er Jahre, u. a. von Cole Porter (You do something to me; Let’s Misbehave!) und Charleston-Melodien. Es werden aber auch populäre Songs der Neuzeit wie das durch Tom Jones bekannte Sexbomb im Stil der Zeit neu arrangiert. Ben Barnes und Jessica Biel singen einige Filmsongs aus dem Off selber, so Biel gleich zu Beginn des Films das von Autor Noel Coward selber verfasste Stück Mad About the Boy.